# Геопереходная орбита
Геопереходная орбита (ГПО) — орбита, являющаяся переходной между низкой опорной орбитой (НОО; высота около 200 км) и геостационарной орбитой (ГСО; 35 786 км). В отличие от НОО и ГСО, которые в первом приближении являются круговыми, переходная орбита — сильно вытянутая эллиптическая траектория движения КА, перигей которой лежит на расстоянии НОО от Земли, а апогей на расстоянии ГСО (гомановская траектория).
Завершение вывода КА на ГСО происходит, когда он достигает апогея при движении по геопереходной орбите. В этот момент разгонный блок сообщает аппарату разгонный импульс, который превращает его эллиптическое движение в круговое с периодом обращения вокруг Земли, равным одним суткам.

## Методика вывода
Геостационарная орбита подразумевает нулевое наклонение орбиты, то есть орбита находится точно над экватором. Однако существующие космодромы располагаются не на экваторе и прямой запуск возможен на орбиту с минимальным наклонением, равным широте космодрома. Это означало, что необходима как минимум двухимпульсная схема выхода на ГСО: сначала для набора требуемой характеристической скорости для достижения апогея на высоте ГСО, второй раз в точке пересечения траектории с ГСО для формирования круговой орбиты и изменения наклонения. Так исторически сложилось, что в геостационарных спутниках второй импульс давался двигательной установкой самого спутника, а задачей ракеты носителя было только формирование переходной эллиптической орбиты. Такой подход, помимо энергетического выигрыша, позволял не беспокоиться о загрязнении космоса последней ступенью ракеты. Она относительно быстро сгорала в атмосфере благодаря низкому перигею. Вывод с двумя импульсами также позволял использовать на каждой ступени дешёвые надёжные  двигатели однократного включения. Схема вывода через ГПО не является единственно возможной и не всегда самой оптимальной, но тем не менее она стала популярной характеристикой возможностей ракет-носителей. Эллиптическую орбиту назвали геопереходной.
Параметры геопереходной орбиты определяются космодромом пуска. Космодром Канаверал имеет широту 28,5 градусов, что требовало импульса ~1800 м/с для перехода от ГПО к ГСО. Космодром Куру с его широтой 7 градусов требует импульса перехода ~1500 м/с. Космодром Морской старт осуществляет пуск с экватора и его ГПО не требует коррекции наклонения, что дает импульс перехода ~1477 м/с. ГПО китайских и японских космодромов аналогичны Канавералу.
Высокая широтность космодромов СССР требовала гораздо больших импульсов для довыведения на ГСО (более 2400 м/с). К моменту выхода советских носителей на рынок коммерческих запусков конструкции западных геостационарных спутников уже устоялись с точки зрения требуемого импульса довыведения. Потому советским ракетам понадобилась дополнительная ступень, названная разгонным блоком и довыводящая нагрузку так чтобы уменьшить требуемый от спутника импульс формирования ГСО до западных стандартов в 1500..1800 м/с. Понятно, что здесь уже нельзя говорить о ГПО в её изначальном понимании, но лишь о характеристике грузоподъёмности ракеты носителя.
На современном рынке пусковых услуг, в качестве наиболее используемых ГПО негласно приняты 2 стандарта, ГПО-1500 м/с и ГПО-1800 м/с. Данные нехватки характеристической скорости для выхода на ГСО должны компенсироваться целевым космическим аппаратом, что прямо влияет на срок жизни космического аппарата (запас топлива в точке стояния для поддержания положения в пространстве). Вывод на орбиту для ГПО-1800 дороже, чем для ГПО-1500. К примеру, если ракета-носитель Протон-М выводит на орбиту для ГПО-1500 массу 6300 кг, то для ГПО-1800 значение массы будет равно 7100 кг.

## Использование
ГПО используется для исследовательских спутников, таких как Спектр-Р, а также для телекоммуникационных спутников и мультимедиа передачи данных. Вытянутая элипсовидная орбита даёт долгое время нахождения над определённой территорией, апогей выбирается, исходя из времени прохождения сигнала до спутника и обратно, обычно не превышает 40 тыс.км для телекоммуникационных спутников, для спутника Спектр-Р апогей равен 340 тыс.км, это сделано для получения снимков высокого разрешения, при помощи метода радиолокационного синтезирования апертуры.
Для беспрерывного покрытия Земли сигналами спутников требуется минимум 3 спутника, запущенных с интервалом обращения по орбите 8 часов.